# Christian Kirk (Footballspieler)
Christian Davon Kirk  (* 18. November 1996 in Scottsdale, Arizona) ist ein US-amerikanischer American-Football-Spieler. Er spielt auf der Position des Wide Receivers für die Houston Texans in der National Football League (NFL). Von 2018 bis 2021 spielte Kirk für die Arizona Cardinals, von 2022 bis 2024 war er für die Jacksonville Jaguars aktiv.

## NFL
Kirk wurde bei dem NFL Draft 2018 in der zweiten Runde an Position 47 von den Arizona Cardinals gedraftet. In seiner Rookie-Saison konnte Kirk 43 Passfänge mit einem Raumgewinn über 590 Yards für sich verbuchen. In seiner zweiten NFL-Saison (2019) konnte Kirk sich verbessern. In 13 Spielen, in denen er allesamt als Starter spielte, erzielte Kirk für die Cardinals 709 Yards Raumgewinn. Wie im Vorjahr fing er erneut 3 Touchdowns für sein Team.
Im März 2022 unterschrieb Kirk einen Vierjahresvertrag im Wert von bis 84 Millionen US-Dollar bei den Jacksonville Jaguars. Kirk erhielt nach seinem Vertrag eine Bonuszahlung von 20 Millionen Dollar bei Vertragsunterzeichnung. Insgesamt waren ihm 37 Millionen Dollar sicher, und über zwei Jahre hinweg waren Zahlungen von 39 Millionen Dollar vorgesehen. Zudem gab es Prämienmöglichkeiten bis zu 12 Millionen Dollar.
Im März 2025 gaben die Jaguars Kirk im Austausch gegen einen Siebtrundenpick 2026 an die Houston Texans ab.